# Donji Martinići
Donji Martinići (en serbe cyrillique : Доњи Мартинићи) est un village du centre du Monténégro, dans la municipalité de Danilovgrad.

## Démographie

### Évolution historique de la population
| 1948 | 1953 | 1961 | 1971 | 1981 | 1991 | 2003 |
| ---- | ---- | ---- | ---- | ---- | ---- | ---- |
| 201  | 204  | 228  | 146  | 200  | 172  | 304  |